# ჳ
Wie (ვიე), este o literă arhaică a alfabetului georgian și nu se mai folosește
la scrierea limbii georgiene.

## Reprezentare în Unicode
- Asomtavruli Ⴣ : U+10C3
- Mkhedruli și Nuskhuri ჳ : U+10F3